# Corriere Italiano (Canada)
Il Corriere Italiano è un settimanale in lingua italiana pubblicato a Montreal, Quebec.
Il Corriere Italiano è stato fondato da Alfredo Gagliardi, presidente dell'Ordine Italiano dei Figli d'Italia in Canada, a Montreal all'inizio degli anni Cinquanta, per la comunità italiana.
Attraverso il suo giornale difese gli interessi degli italocanadesi e avviò le grandi battaglie per il riconoscimento del contributo che la comunità italiana dava allo sviluppo e al progresso del Canada in tutti i campi. Il Corriere Italiano è sempre rimasto fuori dalle ideologie e dai colori della politica. Una delle grandi battaglie sostenute da anni dal giornale è stata quella linguistica: per il mantenimento del bilinguismo in Québec, ea Montreal in particolare.
Il Corriere Italiano era bilingue (inglese-italiano) al momento della sua fondazione ma ora è solo italiano.
Attualmente il giornale viene pubblicato settimanalmente, ogni giovedì, consentendo agli italiani nell'area di Montreal di avere notizie settimanali in lingua italiana.
Il giornale è pubblicato da MetroMedia. Il direttore è Patrick Marsan e il vicedirettore è Fabrizio Stoppino.